# DNB ASA
DNB ASA ist das größte Finanzdienstleistungsunternehmen in Norwegen mit Sitz in Oslo. Die heutige DNB ist entstanden aus einer Fusion am 4. Dezember 2003 zwischen der Den norske Bank (DnB) und Gjensidige NOR unter dem damaligen gemeinsamen Namen DnB NOR. Seit 2011 nennt sich das Unternehmen nur noch kurz DNB als namenlose Abkürzung (daher die Schreibweise in drei Großbuchstaben).
Der größte Aktionär ist das Nærings- og fiskeridepartementet des norwegischen Staates. DNB verwaltet 2011 Kapital in der Höhe von über 2000 Milliarden norwegischer Kronen. Auch wenn der Konzern seinen Hauptsitz in Oslo hat, sind wichtige Abteilungen in Bergen ansässig.
DNB ist im OBX Index an der Osloer Börse gelistet. Der Konzern hatte am Börsenschluss vom 12. Mai 2006 einen Marktwert von etwa 115,7 Milliarden Kronen. (~15 Milliarden Euro).
Im Unternehmen sind 10.617 Mitarbeiter (Stand: Ende 2023) beschäftigt. Zum Unternehmen gehören in Norwegen die Marken Vital, Nordlandsbanken, Cresco und Postbanken. Das Unternehmen hat des Weiteren Standorte in Helsinki, Kopenhagen, Hamburg, Luxemburg, London, New York, Shanghai und in Singapur sowie mehrere Standorte in Schweden.
In Deutschland ist DNB bekannt geworden aus einem Joint-Venture DnB Nord A/S, bei der die damalige DnB mit der NORD/LB (49 Prozent) ihr Geschäft im Ostseeraum zusammenlegten. Inzwischen ist es eine 100-prozentige Tochter mit zahlreichen Namensänderungen und anderen Geschäftsinhalten.

## Unternehmensgeschichte

Ehemaliges Logo von 2003 bis 2011

Der heutige Konzern DNB ist das Ergebnis vieler Fusionen. Kleine Vorgängergesellschaften (in Klammern immer die Gründungsjahre der Gesellschaften) waren die Christiania Sparebank (1822), der Gjensidige (1847), der Bergens Privatbank (1855), der norske Creditbank (1857), der Fellesbanken (1920), der Bergens Kreditbank (1928), der Postbanken, der Vital und der Nordlandsbanken.
Die bedeutendste Fusion in der Unternehmensgeschichte war im Jahre 2003, als die Den norske Bank (DnB) und die Gjensidige NOR fusionierten zur DnB NOR. Im November 2011 benannte sich das Unternehmen um in DNB mit Schreibweise in drei Großbuchstaben als bedeutungslose Abkürzung.